# Luigi Bernini
Luigi Bernini (kolem 1612 Řím – 22. prosince 1681 Řím) byl italský sochař, architekt a konstruktér strojů.

## Život
Syn Pietra Berniniho a žák svého staršího bratra Giovanniho Lorenza Berniniho. Byl částečně aktivní jako jeho asistent. V letech 1626 až 1628 zhotovil jednoho z andělů hlavního oltáře kostela Sant 'Agostino v Římě. Od roku 1634 vedl stavební dílnu u svatého Petra, kde mimo jiné konstruoval stroje, které usnadňovaly práci v kostele i na kostele. Vedle toho však stále pracoval v dílně svého bratra.
Za papeže Alexandra VII. zastával funkci Architetto delle Acque. Roku 1657 byl kustodem ve Vaticanu. V roce 1665 zastupoval svého bratra, který pobýval ve Francii, na stavbách sv. Petra a Palazzo Chigi. Roku 1670 byl obviněn z pederastie a musel uprchnout do Neapole. Díky přímluvě svého bratra a královny Christiny Švédské byla všechna obvinění odložena, takže se po krátké době mohl vrátit do Říma. Musel však souhlasit se ztrátou všech svých funkcí.
Platil za spíše průměrného umělce, který byl pouze zástupcem a spolupracovníkem svého bratra, takže sám byl sotva pověřován uměleckými úkoly.

## Dílo
- Řím, Bazilika svatého Petra: Pravý anděl na rakvi Matyldy Toskánské, mezi 1634 a 1637
- Řím, Bazilika svatého Petra: Tři andělé, kteří nesou kříž, 1635
- Zahrada Valsanzibio (vypracování návrhu).